# El ferrocarril (Manet)
El ferrocarril, también denominado Gare Saint-Lazare, es una pintura de 1873 de Édouard Manet. Es la última pintura de Manet de su modelo favorita, la también pintora Victorine Meurent, quien también fue modelo para sus obras anteriores Olympia y el Almuerzo sobre la hierba. Se exhibió en el Salón de París en 1874 y se donó a la Galería Nacional de Arte de Washington D. C. en 1956.

## Descripción
Meurent está representada sentada en el lado izquierdo de la composición, delante de una verja de hierro cerca de la estación Saint-Lazare en París. La mujer pensativa lleva un sombrero negro y un vestido azul profundo con ribetes en blanco, y mira hacia el espectador, mientras un cachorro dormido, un abanico y un libro abierto descansan en su regazo. Junto a ella hay una niña de pie, modelada por la hija del vecino de Manet, Alphonse Hirsch, en cuyo jardín, cercano a los andenes de la estación, se pintó la obra; una figura contrastante con un vestido corto blanco con un gran lazo azul, de espaldas al espectador, agarrada a la verja mirando con admiración a través de las barandillas mientras un tren pasa por debajo de ellas camino a la estación. La cinta negra en el cabello de la niña hace eco de la cinta negra alrededor del cuello de la mujer. La viva curiosidad de la niña contrasta con la melancolía de la mujer, consciente de su propia madurez, a quien no interesa la llegada de la locomotora, aunque interrumpa un momento su lectura. En lugar de elegir la vista natural tradicional como fondo para una escena al aire libre, Manet optó por la cerca de hierro que "se extiende por el lienzo". La única evidencia del tren es su nube blanca de vapor. Al fondo se pueden ver modernos edificios de apartamentos, incluida la casa de la rue de Saint Pétersbourg cercana a la Place de l'Europe donde Manet tenía su estudio desde julio de 1872, cuya puerta queda justo detrás de la cabeza de Meurent, y también una caja de señales y el Pont de l'Europe.
La disposición comprime el primer plano en un foco estrecho, separado del fondo por la hilera de barrotes, de modo que el espectador se sitúa al mismo nivel que las protagonistas y, por tanto, observa la escena de este lado de la verja. Se ignora la convención tradicional del espacio profundo. Esta solución, muy rompedora, no fue nada apreciada por los críticos, aún atados a la perspectiva tradicional, dedicándole críticas envenenadas: "¡Estas desdichadas mujeres, viéndose así pintadas, quisieron huir! Pero él, previsor, puso una reja que cortaba toda posibilidad de escape".
Sobre el parapeto de piedra a la derecha hay un racimo de uvas, lo que quizás indique que el cuadro fue realizado en otoño. El perro es una referencia a la Venus de Urbino de Tiziano; Manet admiraba al viejo maestro veneciano y ya se había hecho eco anteriormente de la composición de Tiziano en su Olympia.

## Recepción
La historiadora Isabelle Dervaux ha descrito la recepción que recibió esta pintura innovadora cuando se exhibió por primera vez en el Salón oficial de París de 1874: "Los visitantes y los críticos encontraron su tema desconcertante, su composición incoherente y su ejecución incompleta. Los caricaturistas ridiculizaron el cuadro de Manet, en el que sólo unos pocos reconocieron el símbolo de la modernidad en que se ha convertido hoy".
Poco después, la pintura se vendió al barítono Jean-Baptiste Faure. Fue vendida en 1881 por 5.400 francos al comerciante de arte Paul Durand-Ruel, quien le dio varios nombres: Enfant considerant le chemin de fer, Le pont de l'Europe, A la Gare St. Lazare, y más tarde simplemente Gare St. Lazare. Fue vendida el 31 de diciembre de 1898 por 100.000 francos al estadounidense Henry Osborne Havemeyer. Su esposa, Louisine Havemeyer, dejó 2.000 obras de arte al Museo Metropolitano de Arte de Nueva York a su muerte en 1929, pero dividió una pequeña colección, incluido El ferrocarril, entre sus tres hijos. La pintura fue donada a la Galería Nacional de Arte en Washington D. C. en 1956 a la muerte de su hijo Horace Havemeyer.